# Демографска историја Бечеја
Демографска историја Бечеја

## Подаци из 1751. године
По подацима из 1751. године, становништво Бечеја било је искључиво српско.

## Подаци из 1774. године
По подацима из 1774. године, половину становништва Бечеја чинили су Срби, а другу половину Мађари. Бечеј је тада имао 2.000 становника.

## Подаци из 1890. године
По подацима из 1890. године, у Бечеју су се говорили следећи језици:
- мађарски = 10.637
- српски или хрватски = 5.833
- немачки = 415

## Подаци из 1961. године
По подацима из 1961. године, Бечеј је имао 24.537 становника, од којих:
- Мађара = 15.537
- Срба = 8.448
- Хрвата = 419
- Црногораца = 133

## Подаци из 1971. године
По подацима из 1971. године, Бечеј је имао 26.722 становника, од којих:
- Мађара = 15.815
- Срба = 9.171
- Југословена = 588
- Хрвата = 487
- Црногораца = 163

## Подаци из 1981. године
По подацима из 1981. године, Бечеј је имао 27.102 становника, од којих:
- Мађара = 14.772
- Срба = 8.938
- Југословена = 2.243
- Хрвата = 418
- Црногораца = 210

## Подаци из 1991. године
По подацима из 1991. године, Бечеј је имао 26.634 становника, од којих:
- Мађара = 13.464
- Срба = 9.477
- Југословена = 2.267
- Хрвати = 289
- Црногораца = 236
- Роми = 124
- Муслимани = 102

## Подаци из 2002. године
По подацима из 2002. године, Бечеј је имао 25.774 становника, од којих:
- Мађара = 11.725
- Срба = 11.197
- Југословена = 808
- Хрвата = 298
- Рома = 185
- Црногораца = 172